# Sára Sándor
Sára Sándor (Tura, 1933. november 28. – Budapest, 2019. szeptember 22.) a Nemzet Művésze címmel kitüntetett, kétszeres Kossuth-díjas, valamint Balázs Béla-díjas magyar operatőr, filmrendező, érdemes és kiváló művész. Sára Balázs operatőr és Sára Júlia filmrendező édesapja.
Dokumentumfilmekkel kezdte pályáját, majd a hatvanas és a hetvenes években egyéni látásmódjával hozzájárult a magyar filmművészet nemzetközi elismertetéséhez. Leggyakrabban Kósa Ferenccel és Szabó Istvánnal dolgozott együtt. Képein az emberi arc és a magyar táj árulkodó módon vall arról, hogy mi történik az emberben és az emberrel a történelmi kataklizmák során.

## Életpályája

### Iskolaévek
Apai nagyapja vasutas volt, kalauz, nagyanyja summás lányként dolgozott a Hatvany-birtokon. Anyai nagyapja szintén vasutas volt Jászberényben, de ő az állomásfőnökségig vitte, nagyanyja vármegyei hivatalnok családból származott. Apja aljegyző volt Turán, majd jegyző lett a közeli Ikladon, ahova 1941-ben az egész család követte. Másodikos elemista korától Aszódra járt iskolába, de a gimnáziumot már a jászberényi nagyszülőknél lakva fejezte be, mert apját pozíciója miatt internálták a második világháború végén. Csak három év múlva került vissza Aszódra, majd Berettyóújfaluban tanult, végül Budapesten érettségizett 1952-ben.
A budapesti Vörösmarty Gimnáziumban osztálytársával, Bácskai Lauró Istvánnal határozták el, hogy míg Bácskai rendező, addig Sára operatőr lesz. Könyveken keresztül ismerkedett a szakmával és fényképezni kezdett, valamint egyszer három napra csatlakozott Turán Szőts Istvánhoz, aki különböző szokásokat örökített meg a turai néphagyományból.
A Filmművészeti Főiskola évei alatt rengeteg fényképet készített az elesett, utcán tengődő emberekről. 1956-ban a főiskolán tagja lett a forradalmi bizottságnak és így a felkelés leverése után pályakezdőként azonnal a pálya szélére került. (Apját ekkor internálták harmadszor.) Diplomamunkája a Gaál István által rendezett Pályamunkások című etűd volt.

### Pályája
Amikor a hatvanas években enyhülni kezdett a belpolitikai helyzet, Huszárik Zoltánnal csatlakoztak a Balázs Béla Stúdió fiatal alkotókból verbuválódott csapatához. Operatőrként dokumentalista jellegű rövidfilmeket kezdett forgatni. Majd első meghatározó rendezése is elkészült, a 17 perces Cigányok 1962-ben. Filmjeiben korának érzékeny pontjaival foglalkozott: például a tanyasi életről szóló Vízkereszt, majd az ingázókkal kapcsolatos Oda-vissza. A sok kényes téma miatt általában egy-két évvel később jelenthettek meg filmjei, de rövidfilmjeinek nemzetközi sikere felhívta rá a figyelmet Magyarországon is.
Legtöbbször Kósa Ferenc (Tízezer nap, Ítélet, Nincs idő, Hószakadás) és Szabó István (Apa, Tűzoltó u. 25., Budapesti mesék) mellett dolgozott, de részt vett többek között Gaál István, Huszárik Zoltán, Kardos Ferenc, Ranódy László és Rózsa János jelentősebb rendezéseiben is. Első nagyjátékfilmjét 1968-ban rendezte meg Feldobott kő címmel. A Csoóri Sándorral közösen írt – önéletrajzi motívumokban is bővelkedő – film főhőse egy fiatalember, akinek eszmélődése a magyarországi sztálinizmus legkomorabb időszakára esik. A játékfilmes bemutatkozást később olyan munkák követik, mint a Holnap lesz fácán, a Nyolcvan huszár, a Tüske a köröm alatt, a Könyörtelen idők, a Vigyázók, legutóbb pedig A vád.

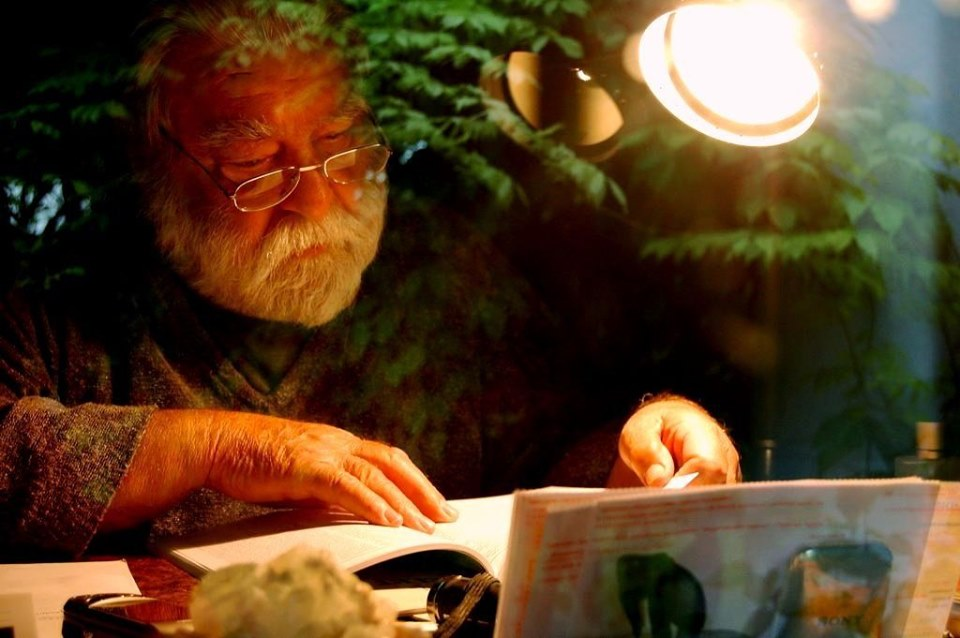
Sára Júlia felvétele

A rendszerváltás közeledtével visszatért a dokumentumfilmhez. A televízió megbízásából elkészíti a Magyar 2. hadsereg tragédiáját felidéző 25 részes Krónika című dokumentumfilmet, illetve ennek moziverzióját, mely Pergőtűz címen került vetítésre. A sorozatot csak a szovjet csapatok kivonulása után hagyják levetíteni. 1984–1985 között Bábolna múltjáról és jelenéről forgat nagyívű szociográfiát, amiért a XVIII. Magyar Játékfilmszemlén elnyeri a Társadalmi zsűri fődíját. Majd figyelme azokra a kollektív történelmi fájdalmakra irányul, amelyekről évtizedeken keresztül tilos volt nyilvánosan beszélni. A bukovinai székelyek közelmúltbeli hányattatásait tárja fel a Sír az út előttem című többrészes filmeposz, míg a Csonka Bereg, a Te még élsz?, a Lefegyverzett ellenséges erők és a Magyar nők a Gulágon című dokumentumfilmjei a háború következtében idegen fogságba került, elhurcolt és meggyötört emberek sorsával figyelmeztetnek múltunk keserves üzenetére.
1993 tavaszán Csoóri Sándor felkérte az akkor induló Duna Televízió vezetésére. Végül Lugossy Lászlóval és Hanák Gáborral hármasban alakítgatták az új intézmény szervezetét, műsorszerkezetét. Hét éven át volt a televízió elnöke.
Filmjeit több mint félszáz országban vetítették, s számos hazai és nemzetközi fesztiválon tüntették ki díjakkal.

## Magánélete
Moór Mariannával kötött házasságából született Balázs nevű fia követte őt a pályán. Második feleségét a Szindbád forgatásán ismerte meg, Szegedi Erikával közös gyermekük Sára Júlia.
2019. szeptember 22-én hunyt el. 2019. október 13-án a budapesti Szent István-bazilikában katolikus szertartás keretében búcsúztatták, majd családja körében helyezték végső nyugalomra szülővárosában, Turán.

## Emlékezete
Életútja előtti tiszteletadásként az emberi erőforrások minisztere 2020-ban Sára Sándor-díj elnevezéssel filmeseknek adományozható állami szakmai kitüntetést alapított, amelyet azok a 40 év alatti alkotók – rendezők, operatőrök, illetve forgatókönyvírók – kaphatnak meg, akik műveikkel a nemzeti identitás erősödését elősegítő kiemelkedő teljesítményt mutatnak fel.

## Filmjei

### Játékfilmek

#### Operatőrként
- Ki bírja tovább (1961) – rendezte Vas Judit
- Asszony a telepen (1962) – rendezte Fehér Imre
- Sodrásban (1963) – rendezte Gaál István
- Gyerekbetegségek (1965) – rendezte Kardos Ferenc, Rózsa János
- Tízezer nap (1965) – rendezte Kósa Ferenc
- Apa (1966) – rendezte Szabó István
- Ünnepnapok (1967) – rendezte Kardos Ferenc
- Ítélet (1970) – rendezte Kósa Ferenc
- Szindbád (1971) – rendezte Huszárik Zoltán
- Nincs idő (1972) – rendezte Kósa Ferenc
- Tűzoltó utca 25. (1973) – rendezte Szabó István
- Hószakadás (1974) – rendezte Kósa Ferenc
- Árvácska (1976) – rendezte Ranódy László
- Budapesti mesék (1976) – rendezte Szabó István
- Circus Maximus (1980) – rendezte Radványi Géza
- A mérkőzés (1981) – rendezte Kósa Ferenc
- Királygyilkosság (1984) – rendezte Bokor Péter
- Orpheus és Eurydiké (1985) – rendezte Gaál István

#### Rendezőként
- Feldobott kő (1968)
- Holnap lesz fácán (1974)
- 80 huszár (1978)
- Tüske a köröm alatt (1987)
- Könyörtelen idők (1991)
- Vigyázók (1993)
- A vád (1996)

### Rövidfilmek, etűdök, dokumentumfilmek

#### Operatőrként
- Pályamunkások (diplomafilm, filmetűd, 1957) – r. Gaál István
- Busójárás (dokumentumfilm, 1959) – r. Raffai Anna, Lestár János
- Festenek a gyerekek (dokumentumfilm, 1959) – r. Bán Róbert
- Szorongó varázs (rövidfilm, 1960) – r. Rémiás Gyula
- Ki bírja tovább? (rövidfilm, 1961) – r. Vas Judit
- Hajnal után sötétség (filmetűd, 1961) – r. Bán Róbert
- Oda-vissza (dokumentumfilm, 1962) – r. Gaál István
- Tisza-őszi vázlatok (dokumentumfilm, 1962) – r. Gaál István
- Groteszk (rövidfilm, 1963) – r. Huszárik Zoltán
- Férfiarckép (dokumentumfilm, 1963) – r. Gyöngyössy Imre
- Éva A5116 (dokumentumfilm, 1963) – r. Nádasy László
- Öngyilkosság (rövidfilm, 1967) – r. Kósa Ferenc
- Csudavilág (rövidfilm, 1972) – r. Rózsa János
- Tűz vagyok (dokumentumfilm, 1972) – r. Kósa Ferenc
- Erdei Ferenc (dokumentumfilm, 1976-80) – r. Hanák Gábor
- Portré Csoóri Sándorról (dokumentumfilm, 1977) – r. Sára Sándor
- Szeretném, ha szeretnének (dokumentumfilm, 1977) – r. Kósa Ferenc
- In memoriam Gyöngyössy Imre (dokumentumfilm, 1996) – r. Petényi Katalin, Kabay Barna

#### Rendezőként
- Virágát a napnak (kísérleti film, 1960)
- Cigányok (rövidfilm, 1962)
- Egyedül (dokumentumfilm, 1963)
- Vízkereszt (dokumentumfilm, 1967)
- Pro Patria (dokumentumfilm, 1969)
- Teszt (dokumentumfilm, 1972)
- Égi kökényfák alatt (tévéfilm, 1980)
- Néptanítók (dokumentumfilm, 1981)
- Fúga (dokumentumfilm, 1982)
- Elátkozva a hatodik napot (Zelk Zoltán portré, a Krónika befejező része, 1982)
- Krónika (dokumentumfilm sor., 1982)
- Pergőtűz (dokumentumfilm sor., 1983)
- Bábolna (dokumentumfilm sor., 1984-85)
- Dózsa (tévéfilm, 1985)
- "Sír az út előttem..." (dokumentumfilm sor., 1987)
- Jeles napok (dokumentumfilm sor., 1987)
- Csonka-Bereg (dokumentumfilm sor., 1988)
- Te még élsz? (dokumentumfilm, 1989)
- Lefegyverzett ellenséges erők (dokumentumfilm sor., 1991)
- Magyar nők a Gulágon (dokumentumfilm sor., 1992)
- "Aki magyar, velünk tart" (dokumentumfilm, 1993)
- Indiai képsorok (dokumentumfilm, 1997)
- Bangkok, a kelet Velencéje (dokumentumfilm, 1997)
- Tájak, borok, városok (dokumentumfilm sor., 1999)
- Amrita Sher-Gil (dokumentumfilm sor., 2001)
- Nehézsorsúak (dokumentumfilm, 2004)
- Memento (dokumentumfilm, 2006)

## Könyvei
- 80 huszár. Csoóri Sándor és Sára Sándor filmje; Magvető, Bp., 1980 (Ötlettől a filmig)
- Pergőtűz. A 2. magyar hadsereg pusztulása a Donnál; előszó Juhász Gyula; Tinódi, Szombathely, 1988
- Bekezdések. Pályakép Sára Sándorról; szerk. Kelecsényi László, szövegvál. Sipos Sarolta, fotóvál. B. Müller Magda vál.; Duna Televízió, Bp., 2000
- "Feledheted-e ezeket az arcokat?". Sára Sándor fényképei; szöveg Bethlenfalvy Géza et al.; Magyar Fotográfiai Múzeum, Kecskemét, 2003 (A magyar fotográfia történetéből)
- Nehézsorsúak. Gulag-túlélők vallomásai. Magyarok szovjet rabszolgaságban. Sára Sándor dokumentumfilmje tanulmányokkal; szerk. Tál Gizella, Raffai István; Új Horizont, Veszprém, 2006
- Szindbád, a halhatatlan. Krúdy Gyula, Huszárik Zoltán, Sára Sándor, Latinovits Zoltán; szerk., fotók B. Müller Magda, graf. Huszárik Zoltán; Magyar Filmtörténeti Fotógyűjtemény Alapítvány, Bp., 2006
- „Költő” a kamera mögött Sára Sándorral beszélget Fazekas Valéria; Kairosz, Bp., 2007 (Magyarnak lenni)
- India, a szépség koldusa; szerk. B. Müller Magda, előszó Féjja Sándor, riport Kelecsényi László; Magyar Filmtörténeti Fotógyűjtemény Alapítvány, Bp., 2009
- Dobai Péter–Sára Sándor: Dear India. Irodalmi forgatókönyv / Kardos István–Sára Sándor: Transzszibériai álom. Irodalmi forgatókönyv; MMA, Bp., 2018 (Láthatatlan filmtörténet)

## Díjai[10]
| - SZOT-díj (1963) - Balázs Béla-díj (1968) - Érdemes művész (1974) - Kossuth-díj (1978) - Március 15-i érem (1983) - Kiváló művész (1987) - Alföld-díj (1989) - Stephanus Rex díj (1991) - Emléklap–1956 (1992) - Ullein–Reviczky-díj (1993) - A Magyar Köztársasági Érdemrend középkeresztje (1994) - Tura nagyközség díszpolgára (1995) - Tőkés László-díj (1995) - Politikai Elítéltek Közösségéért Érdemkereszt (1997) - Magyar Örökség díj (1997) | - „Hűség a Hazához” Érdemkereszt (1997) - Pest megye díszpolgára (1998) - Magyar Művészetért díj (1999) - A Magyar Köztársasági Érdemrend középkeresztje a csillaggal (2002) - Gulág-emlékérem (2003) - Hazám-díj (2004) - „Hűség a Hazához” Érdemkereszt első osztály (2004) - Párhuzamos Kultúráért díj (2004) - Magyar Mozgókép Mestere (2005) - Prima díj (2005) - Magyar filmkritikusok életműdíja (2012) - Bethlen Gábor-díj (2012) - A Nemzet Művésze (2014) - A Magyar Művészeti Akadémia életműdíja (2017) - Kossuth-nagydíj (2018) |